# Rhoda (Vorname)
Rhoda ist ein weiblicher Vorname.

## Herkunft und Bedeutung
Der Name Rhoda ist altgriechischen Ursprungs. Entweder geht er auf ῥόδον rhódon „Rose“ zurück, oder es handelt sich um einen ethnischen Namen mit der Bedeutung „Frau von Rhodos“.

## Verbreitung
In den USA war der Name Rhoda im ausgehenden 19. Jahrhundert mäßig beliebt. Seit dem Jahr 1890 gehört er nicht mehr zu den 200 beliebtesten Mädchennamen des Landes. Seine Popularität sank insbesondere ab den 1940er Jahren. Im Jahr 1970 gehörte der Name erstmals nicht mehr zu den 1000 meistvergebenen Mädchennamen, konnte jedoch in den folgenden Jahren wieder an Beliebtheit gewinnen, sodass er im Jahr 1975 auf Rang 775 der Vornamenscharts stand. Seit 1976 tauchte der Name nicht mehr unter den 1000 meistvergebenen Mädchennamen in den USA auf.

## Varianten
- Altgriechisch: Ῥόδη Rhódē
- Deutsch: Rhode, Roda
- Englisch: Roda

## Namensträger
- Rhoda Broughton (1840–1920), walisische Unterhaltungsschriftstellerin
- Rhoda Erdmann (1870–1935), deutsche Biologin und Zellforscherin
- Rhoda von Glehn (1881–1964), deutsche Sängerin
- Rhoda Grant (* 1963), schottische Politikerin
- Rhoda Griffis (* 1965), US-amerikanische Schauspielerin
- Rhoda Janzen (* um 1963), US-amerikanische Schriftstellerin
- Rhoda Kalema (1929–2025), ugandische Politikerin
- Rhoda Levine, amerikanische Opernregisseurin, Choreographin, Kinderbuchautorin und Hochschullehrerin
- Rhoda Bubendey Métraux (1914–2003), US-amerikanische Anthropologin und Schriftstellerin
- Rhoda Njobvu (* 1994), sambische Leichtathletin
- Rhoda Rennie (1905–1963), südafrikanische Schwimmerin
- Rhoda Scott (* 1938), afroamerikanische Hard-Bop und Soul-Jazz-Organistin